# Enzo Todisco
Enzo Todisco (sinh ngày 22 tháng 4 năm 1980) là một cầu thủ bóng đá người Ý thi đấu ở vị trí tiền đạo cho FC Gossau ở 1. Liga Classic. Anh từng thi đấu cho FC St. Gallen và FC Schaffhausen ở Super League, giải bóng đá cao nhất Thụy Sĩ.